# Oleg Kononenko
Oleg Dmitriyevich Kononenko (del ruso: Олег Дмитриевич Кононенко) es un cosmonauta ruso. Héroe de la Turkmenistán.El 5 de junio de 2024, Kononenko se convirtió en la primera persona en pasar más de 1.000 días en el espacio.

## Personal
Kononenko nació el 21 de junio de 1964, en Chardzhou, República Socialista Soviética de Turkmenistán. Está casado con Tatiana Mikhailovna Kononenko (nacida Yurieva). Tienen un hijo, Andrey Olegovich Kononenko, y una hija, Alisa Olegovna Kononenko. Kononenko disfruta de la lectura y los deportes de equipo.

## Educación
Kononenko se graduó de la N. E. Zhukovskiy Instituto de Aviación de Járkov en 1988 como ingeniero mecánico.

## Premios
Kononenko fue galardonado con la medalla Héroe de la Federación Rusa y la Medalla de la Federación de la Cosmonáutica de Rusia, Yu. A. Gagarin. Presidente de Turkmenistán Gurbanguly Berdimuhamedov galardonó al cosmonauta con la orden Estrella del Presidente.

## Experiencia
Después de graduarse, trabajó en el Central Kononenko Especializada Oficina de Diseño de la Agencia Espacial Rusa TsSKB-Progress de Kuybishev, comenzando como ingeniero y trabajar su camino hasta el líder ingeniero de diseño. Sus responsabilidades incluyen el diseño de sistemas, análisis y desarrollo de sistemas de energía eléctrica de la nave espacial.

## Carrera Cosmonauta

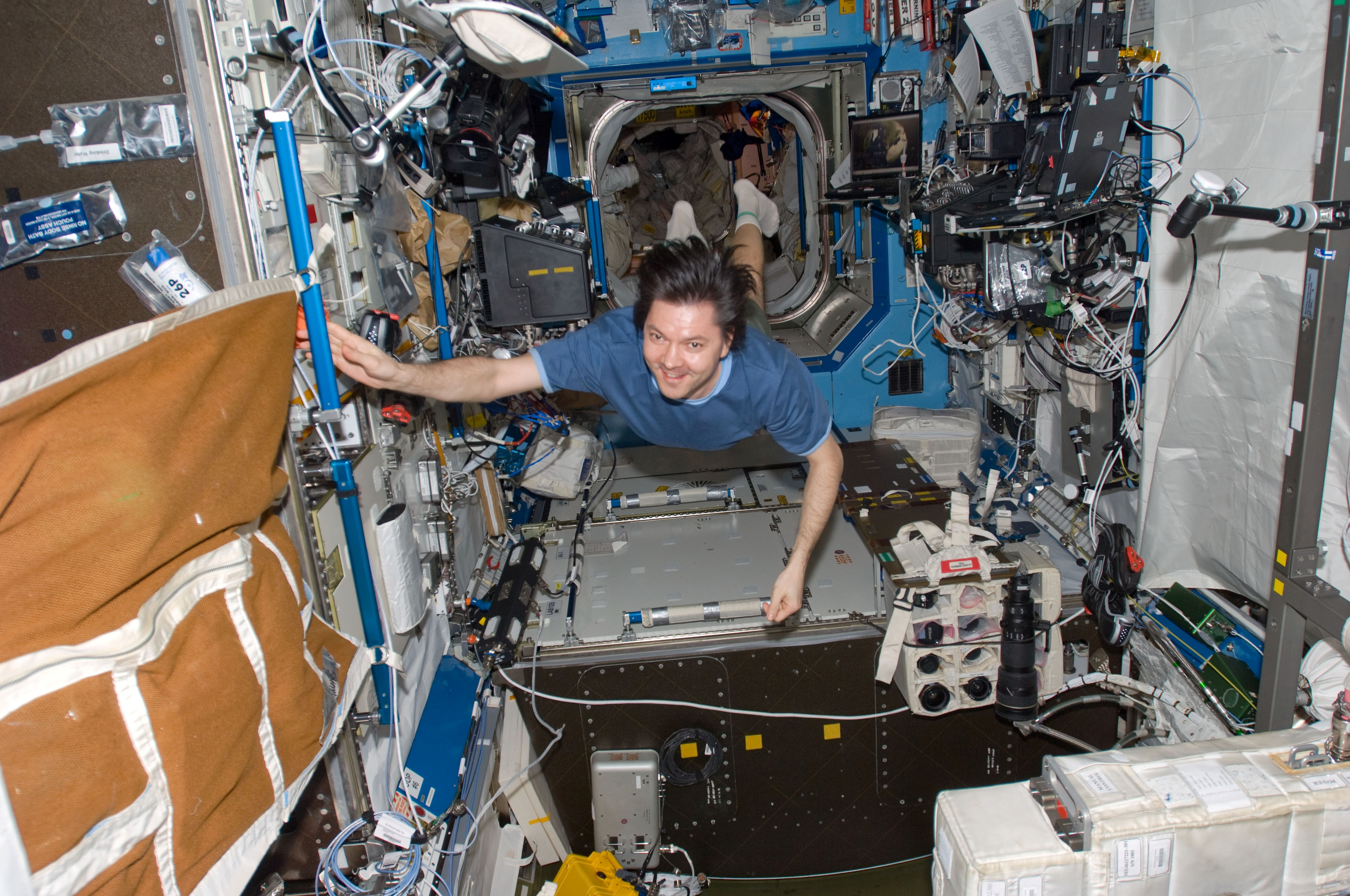
Oleg Kononenko flota a través del Laboratorio Destiny de la Estación Espacial.

El 29 de marzo de 1996, Oleg fue seleccionado como candidato a astronauta por el Comité Interinstitucional, y entre junio de 1996 a marzo de 1998 se sometió a entrenamiento de cosmonautas en el Centro de Entrenamiento de Cosmonautas Gagarin y el 20 de marzo de 1998, fue galardonado con el título de cosmonauta de pruebas por el Comité de Calificación Interinstitucional. En octubre de 1998 comenzó a entrenar como parte del grupo de cosmonautas seleccionados para el Programa Estación Espacial Internacional (ISS)
Desde diciembre de 2001, hasta abril del 2002, Kononenko formó parte como ingeniero de vuelo de la tripulación de respaldo del vehículo Soyuz TM-34 durante la tercera visita de la tripulación a la ISS. Desde marzo de 2002, hasta febrero de 2004, se formó como ingeniero de vuelo de la nave Soyuz TMA de las tripulaciones primarias Expedición 9 y Expedición 11. A partir de marzo de 2004 hasta marzo de 2006, se formó como parte del grupo de cosmonautas seleccionados para el programa de la ISS. En marzo de 2006, Kononenko comenzó a entrenar como ingeniero de vuelo de la nave Soyuz TMA-12 y de la tripulación Expedición 17.

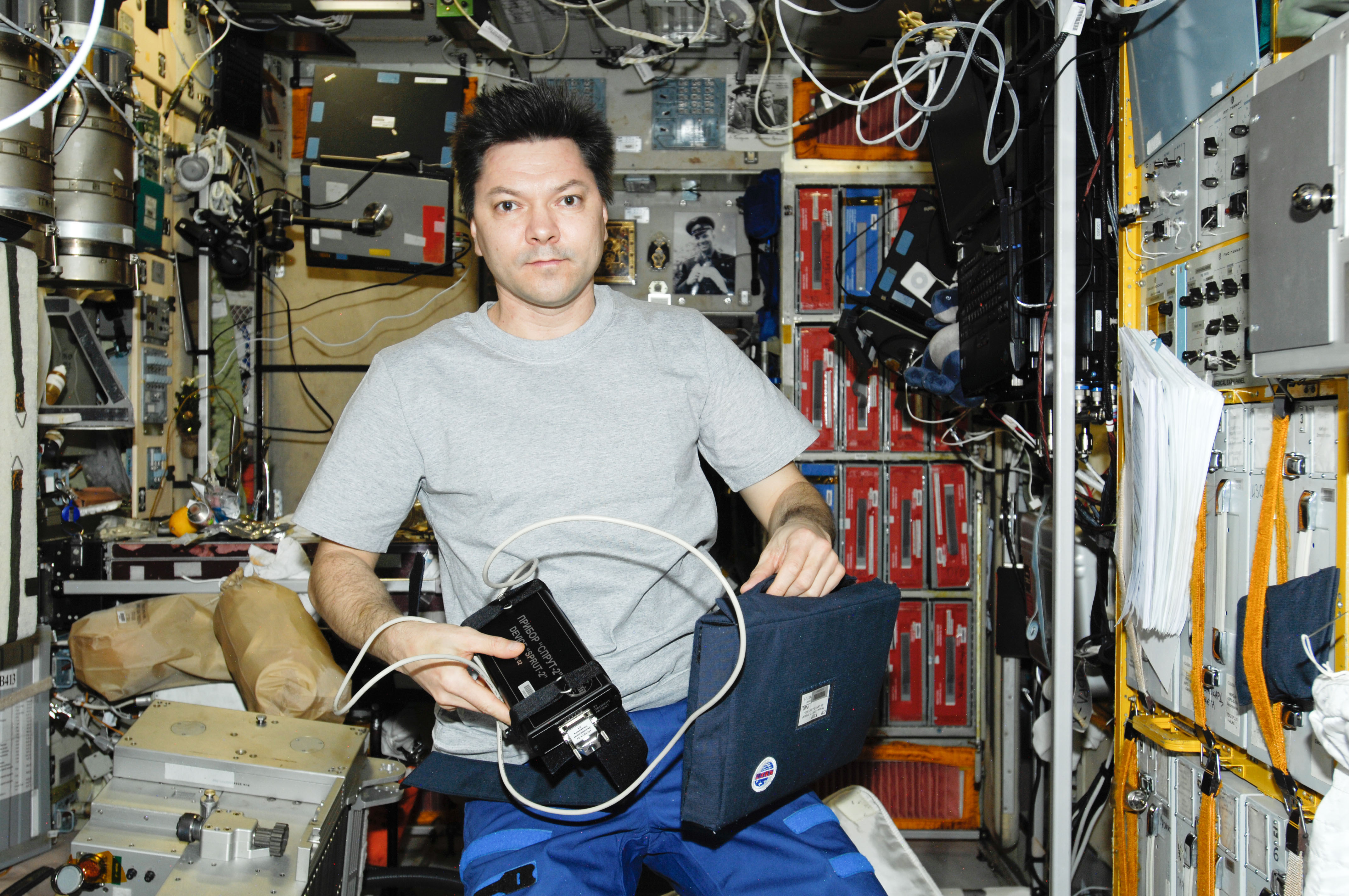
Oleg Kononenko ingeniero de vuelo de la Expedición 30 realiza un experimento de ejecución Sprut-2 en el Módulo de Servicio Zvezda de la Estación Espacial.

### Expedición 17
Kononenko fue un ingeniero de vuelo tanto en la misión Expedición 17 a la Estación Espacial Internacional, y en la Soyuz TMA-12 la misión que lo llevó allí. La tripulación se lanzó el 8 de abril de 2008, y aterrizó el 24 de octubre de 2008. Kononenko pasó 199 días en el espacio.
Kononenko regresó a la Tierra con el comandante de la Expedición 17 Sergei Volkov y el turista espacial Richard Garriott (que se lanzó a bordo de la Soyuz TMA-13 a la ISS el 12 de octubre de 2008 con la tripulación Expedición 18). Aterrizaron a las 11:37 p. m. EDT 55 millas al norte de Arkalyk, Kazajistán. Ellos fueron trasladados al Cosmódromo de Baikonur en helicóptero, y luego pasaron a Zvezdny Gorodok) (Star City), Moscú.

### Expedición 30/31
El 21 de diciembre de 2011, Kononenko, junto con André Kuipers y Donald Pettit, fueron lanzados a la Estación Espacial Internacional para unirse a la tripulación de la Expedición 30. Él, junto con sus compañeros de tripulación, llegó a la estación espacial el 23 de diciembre. Ellos regresaron a la tierra el 1 de julio de 2012.

### Caminatas espaciales

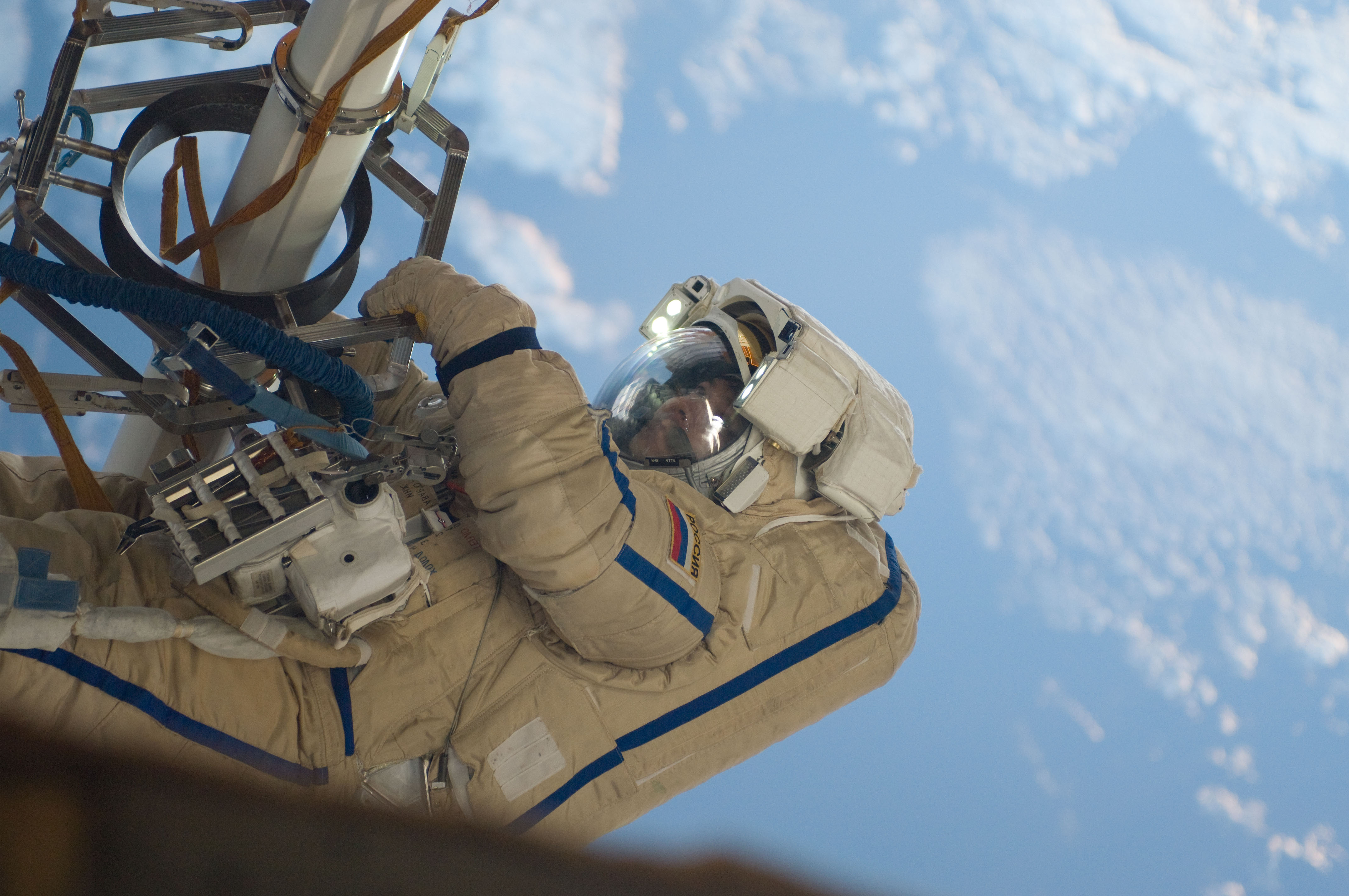
Oleg Kononenko visto fuera de la Estación Espacial el 12 de febrero de 2012..

Kononenko llevó a cabo su primera caminata espacial el 10 de julio de 2008, cuando se aventuró al espacio desde el compartimiento de acoplamiento Pirs esclusa de la Estación Espacial Internacional. El cosmonauta Volkov inspeccionó su nave espacial Soyuz TMA-12 y recuperó un perno pyro de ella. Esta caminata espacial duró 6 horas y 18 minutos.
El 15 de julio de 2008 Kononenko fue de nuevo fuera de la Pirs para llevar a cabo su segunda caminata espacial. Kononenko y Volkov instalaron un experimento y recuperaro otro. También siguieron a equipar el exterior de la estación, incluyendo la instalación de un banco de acoplamiento en el módulo de servicio Zvezda. La caminata espacial fue en trajes Orlan y Kononenko llevaba un traje Orlan con rayas azules. La caminata espacial duró 5 horas y 54 minutos.
El 12 de febrero de 2012, Kononenko y su compañero cosmonauta Anton Shkaplerov fueron programados para llevar a cabo una caminata espacial de seis horas fuera de la ISS. Se instalaron pantallas en el módulo de servicio Zvezda para protegerlo de desechos orbitales de micrometeoritos y movieron la grúa Strela 1 desde el compartimento de acoplamiento Pirs al Módulo de Investigación Mini Poisk (MRM-2). Si el tiempo lo permite, los dos cosmonautas también instalarán puntales en una escalera utilizada por astronautas en el Compartimiento de acoplamiento Pirs. Como otra tarea get- por delante, es posible instalar un experimento llamado Vynoslivost en el Módulo de Investigación Mini Poisk. Como parte de la Vynoslivost o experimento "Endurance", dos bandejas de muestras metálicas se quedarían expuestos en la superficie del módulo Poisk.

### Expedición Futura
Kononenko está actualmente asignado como ingeniero de vuelo tres de la Expedición 44, prevista para mayo de 2015 a septiembre de 2015.

## Honores y premios
- Héroe de la Federación Rusa (5 de febrero de 2009) - por su valentía y heroísmo durante el vuelo espacial.
- Medalla "Por Mérito en la Exploración Espacial" (12 de abril de 2011)- por los grandes logros en el campo de la investigación, el desarrollo y la utilización del espacio ultraterrestre, de muchos años de trabajo diligente, y actividades públicas
- Orden Estrella del Presidente (Turkmenistán, 16 de febrero de 2009) - En reconocimiento de servicio al gobierno y al pueblo de Turkmenistán, por su valor personal, el profesionalismo y el rendimiento en la ejecución del programa internacional de exploración espacial pacífica.
- Piloto-Cosmonauta de la Federación Rusa (2009).
- Ciudadano Honorario de Gagarin (Rusia), Óblast de Smolensk (24 de febrero de 2011) - años de excelencia, un profundo sentido de la responsabilidad personal, la capacidad de navegar la compleja situación y tomar las decisiones correctas para su devoción por su país y la continuación de las hazañas estelares de Yuri Gagarin
- Medalla de la NASA al Servicio Público Distinguido (EE. UU., 2008)
- Medalla de la NASA Vuelo Espacial (EE. UU., 2008)